# Всесвітній день заощаджень
Історія розвитку Всесвітнього дня заощаджень розпочалась в Мілані, коли в жовтні 1924 року представники ощадних кас із 29 країн світу зібралися на перший інтернаціональний спеціалізований конгрес (англ. World Society of Savings Banks). 31 жовтня 1924 року проходив останній день конгресу, на якому італійський професор Равізза запропонував «в пам'ять про перші збори ощадних банківських інститутів всіх країн» щороку відзначати цей день, як «Міжнародний день заощаджень» (англ. International Savings Day).
Незалежною асоціацією банків України (НАБУ) та німецьким банком “KfW [Архівовано 15 травня 2015 у Wayback Machine.]” було запропоновано відзначати Всесвітній день заощаджень 31 жовтня. Починаючи з початку місяця та протягом всього жовтня банки-учасники акції пропонуватимуть своїм клієнтам особливі умови розміщення депозитів, а також додаткову інформацію про діяльність фінансових установ. Особлива увага приділяється дітям і молоді.
За статистикою 2011 року до Всесвітнього дня заощаджень приєдналися такі країни: Азербайджан, Китай, Танзанія, Індонезія, Демократична республіка Конго, Узбекистан, Таджикистан, Еквадор, Колумбія, В'єтнам, Мексика, Перу та багато інших країн.
Всесвітній день заощаджень також відзначає Грузія, де економія ніколи не була особливо популярна. В минулі часи, країна постійно перебувала під управлінням різних завойовників, люди були задіяні у різних війнах, більшості людей нічого не залишилося, що можна було б зберегти. Багаті ховали свої монет в глиняні горщики або частину свого багатства ховали в подушки[джерело?]. Велика кількість людей втратили більшу частину своїх заощаджень, коли радянський Союз розпався. Отже бачимо, що для Грузії Всесвітній день заощаджень також є знаковим днем, адже ситуація майже ідентична і на теренах України.
Історія розвитку дня заощаджень дуже популярна і в африканських країнах. З давніх часів на Мадагаскарі люди ховали свої заощадження в землю, викопували досить глибокі ями для сховищ своїх цінностей . На африканських землях було досить популярно ховати гроші в бамбукові трубки на зберігання, які, з часом, можна було дарувати у вигляді подарунку.
Історія заощаджень Китаю триває понад тисячу років. Сотні років тому, в Китаї, люди складали гроші в глиняні коробки. Такі коробки були закритими та доступ до грошей всередину був майже неможливим[джерело?]. Інтерпретуючи на сьогоднішній лад, це і є свого роду скарбничка, в яку ми звикли складати монети. Дістати заощадження звідти можна було тільки одним шляхом – розбити глиняну коробочку. На сьогодні традиційні скарбнички є найпопулярнішими серед дітей, їх роблять в формах кішок, собак, свиней, драконів та інших казкових тварин.
Наприклад, в Азербайджані, своєрідним символом дня заощаджень обрана білка[джерело?], яка тримає в руках повний горщик монет та має такий девіз: «Рости, збираючи!», а в Україні символом дня заощаджень стала скарбничка у вигляді поросятка.  Коли на світових фінансових ринках відбуваються деякі коливання, дуже важливо, щоб люди вміли керувати своїми особистими грошима і ресурсами. Тому НАБУ запропонувало такі гасла акції: «Банки об'єднуються заради майбутнього!», а друге гасло звучить так: «Ощадливий сьогодні – багатий завтра!».
Головною метою Всесвітнього дня заощаджень є стимулювання та збереження ідеї зберігання коштів, а також залучення нових клієнтів.
Головними завданнями Всесвітнього дня заощаджень на сьогодні є:
- підвищення рівня фінансової грамотності населення;
- роз'яснення значення заощаджень дітям та населенню;
- спеціальні консультації, акційні тижні, різноманітні заходи для клієнтів і рекламні подарунки.

Окрім того, вагомий вклад в розвиток Всесвітнього дня заощаджень вносить Німеччина. Німецький досвід показує, як за допомогою залучення всіх вікових та соціальних верств населення (підлітків, дітей, молодих людей, пенсіонерів) можна укріпити зв'язок ланцюжка «клієнт – банк», а також підкреслити значення заощаджень, підвищити потенціал та залучити нові кошти.
На сьогодні Національний банк України, Незалежна асоціація банків України (НАБУ), німецький банк розвитку “KfW” та Міністерство фінансів Німеччини підтримують ініціативу запровадження Всесвітнього дня заощаджень в Україні. Така ініціатива слугуватиме розвитку фінансової грамотності українського населення, а також підвищенню рівня довіри до банківської системи. Організатори впевнені, що вже з наступного року цей день стане традиційним та масовим.